# له‌و سارکسیان
له‌و سارکسیان (انگلیسی: Lev Sargsyan؛ زادهٔ ۱۲ اکتبر ۱۹۹۶) شیرجه‌رو اهل ارمنستان است که در مسابقات کشوری و بین‌المللی در مجموع برندهٔ ۱ مدال برنز شده‌است.